# George Bruce
George Bruce (né le 5 juillet 1781 à Édimbourg (Écosse) et mort le 6 juillet 1866 à New York (États-Unis), était un industriel, inventeur et entrepreneur écossais naturalisé américain.
Bruce était propriétaire d'une fonderie typographique à New York. Le 9 novembre 1842, Bruce a reçu le premier brevet de dessin pour fonte de caractères.
George Bruce était le père de la philanthrope Catherine Wolfe Bruce.